# 21192 Seccisergio

21192 Seccisergio (tên chỉ định: 1994 NA) là một tiểu hành tinh vành đai chính. Nó được phát hiện bởi Antonio Vagnozzi ở Santa Lucia Stroncone Astronomical Observatory ở Stroncone, Italy, ngày 2 tháng 7 năm 1994. Nó được đặt theo tên Sergio Secci, an Italian researcher và author who attended University of Bologna và died ở August 1980 Bologna bombing.